# Badehosezüge
Badehosezüge ("zwembroektreinen") was een bijnaam voor de doorgaande treinen die in de jaren zestig en zeventig vanuit onder meer het Ruhrgebied in Duitsland in vakantietijd naar de Nederlandse kust reden.

## Routes
De treinen reden onder meer vanaf Oberhausen via Arnhem-Zwolle-Leeuwarden naar station Harlingen Haven, en vanaf het Duitse Oldenburg naar dezelfde bestemming via Groningen-Leeuwarden. Er waren eveneens treinen naar Den Helder en Alkmaar.
Bij de verbetering van de dienstregeling Spoorslag '70 kreeg Nederland in 1970 een strakkere spoorwegdienstregeling, waar ook deze Badehosezüge werden ingelegd.

## Materieel
De treindiensten werden meestal met Duits materieel uitgevoerd, waaronder de bekende Silberlinge, die op het Nederlandse deel van het traject getrokken werden door NS 2400 diesellocomotieven. Daarnaast werd ook Nederlands materieel gebruikt; veelal Plan U. Er waren ook speciale fietsenwagons aangekoppeld.

## Gebruik
In de periode 1966-1974 waren de bouwvakvakanties van Nederland nog niet in regio's ingedeeld, en viel de Nederlandse bouwvak samen met de Duitse bouwvakvakantie. Het autogebruik was nog niet zo wijdverbreid, met als gevolg, dat het te Groningen, Leeuwarden en Harlingen zwart van de fietsen zag op de perrons.